# Chad Hunt
Chad Hunt es un actor porno gay,  nacido en Croacia pero sus padres son de nacionalidad estadounidense.

## Carrera
Comenzó como actor en el año 2000,  hasta 2004, cuando tomó un año de descanso. En 2005 firmó un contrato de dos años con Lucas Entertainment para aparecer en los videos de la empresa, y dirigir una película en 2007.
Fue uno de los treinta estrellas del porno que aparecen en la película Thinking XXX, un documental mostrado en HBO en 2004.
Hunt ha aparecido seis veces en la portada de Cm Magazine.

## Reconocimientos
| Año  | Premio                        | Categoría                | Película                         | Nota                              | Ref.        |
| ---- | ----------------------------- | ------------------------ | -------------------------------- | --------------------------------- | ----------- |
| 2001 | GayVN Awards                  | Best Threesome           | Vengeance                        | Con Erik Martins y Carlos Morales | [ 1 ]       |
| 2001 | GayVN Awards                  | Best Group Scene         | The Other Side Of Aspen 5        | Living Room Orgy                  | [ 1 ] [ 2 ] |
| 2002 | Adult Erotic Gay Video Awards | Best Three-Way Sex Scene | Vengeance                        | con Erik Martins y Carlos Morales | [ 3 ]       |
| 2002 | Adult Erotic Gay Video Awards | Best Performer           | —                                | junto a Michael Brandon           | [ 3 ]       |
| 2002 | GayVN Awards                  | Best Group Scene         | Deep South: The Big and the Easy |                                   | [ 4 ]       |
| 2003 | Adult Erotic Gay Video Awards | Best Group Scene         | Deep South: The Big and the Easy |                                   | [ 5 ]       |
| 2003 | Adult Erotic Gay Video Awards | Best Supporting Actor    | Oral Exams                       |                                   | [ 5 ]       |
| 2003 | GayVN Awards                  | Best Oral Scene          | Oral Exams                       | Con miembros del elenco           |             |
| 2004 | Adult Erotic Gay Video Awards | Best Duo Sex Scene       | Detention                        | Con Tag Adams                     | [ 6 ]       |
| 2004 | Adult Erotic Gay Video Awards | Best Group Scene         | Detention                        | con miembros del elenco           | [ 6 ]       |
| 2004 | Adult Erotic Gay Video Awards | Hottest Cock             | —                                |                                   | [ 6 ]       |
| 2004 | GayVN Awards                  | Best Sex Scene           | Detention                        | Con Tag Adams                     | [ 7 ]       |
| 2004 | GayVN Awards                  | Best Group Scene         | Detention                        | Con miembros del elenco           | [ 7 ]       |
| 2006 | Adult Erotic Gay Video Awards | Wall Of Fame             | —                                |                                   | [ 8 ]       |
| 2007 | The WeHo XXX Awards           | Best Top                 | La Dolce Vita                    |                                   |             |